# Albert Blancafort i Engelfried
Albert Blancafort i Engelfried   (Barcelona, 1964) és un mestre orguener català. És continuador d'una nissaga de músics i orgueners que va començar amb el seu besavi Joan Baptista Blancafort, fundador de la fàbrica de rotlles de pianola Victoria, el seu avi, el compositor Manuel Blancafort i de Rosselló, i el seu pare, el mestre orguener Gabriel Blancafort i París. També és fillol del director de cor Albert Blancafort i París i de l'organista Montserrat Torrent i Serra. El seu nom complet és Albert-Gregori, a causa de la estreta relació amb el Pare Gregori Estrada i Gamissans OSB, monjo de Montserrat, compositor i organista.

## Biografia
Va iniciar la formació com orguener al taller familiar del seu pare l'any 1982, completant-la amb estades a altres tallers com el de Orgelbau Rieger (Àustria, 1984) i el de Johannes Rohlf (Alemanya, 1986).
Entre 1982 i 1990 va intervenir en obres com la Catedral de Barcelona, la Catedral de Mallorca, La Companyia a València, Monestir de Vallbona de les Monges, Real Academia de Bellas Artes de San Fernando. L'any 1991 es va inaugurar un nou taller, on Albert assumí progressivament tasques de responsabilitat, projecció i direcció en obres com la Catedral de Menorca (1993), Caputxins de Sarrià (1993) Auditorio de Granada (1994), Santa Maria de Puigcerdà (1996) i altres, etapa que culminà l'any 1998 quan el seu pare Gabriel li traspassà la titularitat del taller de Collbató. A partir d'aquell moment, començà la producció pròpia, destacant les següents oobres: Auditorio Alfredo Kraus a Las Palmas de Gran Canaria (1999), Catedral Magistral d'Alcalà de Henares (2001), la parròquia de Sant Andreu a la Selva del Camp (2003), Auditorio de Tenerife (2005), la Catedral de Castelló de la Plana (2007), basílica de Montserrat (2010), Sagrada Família (2010), Palau Güell (2011), o el projecte de l'Orgue de la Tramuntana segons idea original de Salvador Dalí.
També ha realitzat nombroses conferències i articles en mitjans especialitzats. Ha organitzat esdeveniments com el Congrés Internacional d'orgueners ISO l'any 2006. Ha col·laborat durant molts anys amb la universitat Fraunhofer de Stuttgart en diversos projectes d'investigació acústica aplicada a l'orgue.
El 17 de desembre de 2014 va ingressar en qualitat d'Acadèmic a la Reial Acadèmia Catalana de Belles Arts de Sant Jordi.
El 6 de juliol de 2015, va rebre el Premi Nacional d'Artesania de la Generalitat de Catalunya «per la seva excel·lència en l'ofici reconeguda a nivell internacional, la seva tasca de recerca i innovació constant i el seu activisme per fer difusió de l'orgue en la societat».
El 20 de maig de 2017 va rebre la Medalla d'or del Mérite Européen.

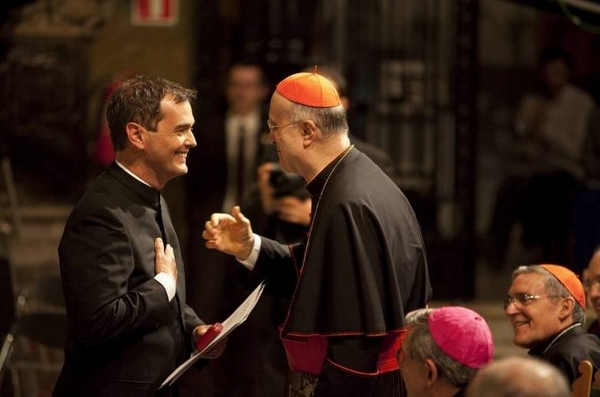
Albert Blancafort saludant el Cardenal Bertone en la inauguració del gran orgue de la Basílica de Montserrat